# Melica nutans
La melica delle faggete (Melica nutans L., 1753) è una pianta angiosperma monocotiledone appartenente alla famiglia delle Poacee (o Gramineae, nom. cons.).

## Etimologia
Il nome generico (Melica) fa riferimento alla parola "miele" ossia "erba del miele", nome assegnato dal botanico, medico e anatomista italiano Andrea Cesalpino (Arezzo, 6 giugno 1519 – Roma, 23 febbraio 1603) ad una specie di sorgo. Tale nome è stato dato probabilmente per la dolcezza del gambo di alcune specie di questo genere. L'epiteto specifico (nutans) indica un tipo di infiorescenza con fiori cadenti e oscillanti (annuenti).
Il nome scientifico della specie è stato definito da Linneo (1707 – 1778), biologo svedese considerato il padre della moderna classificazione scientifica degli organismi viventi, nella pubblicazione "Species Plantarum - 1: 66" del 1753.

## Descrizione

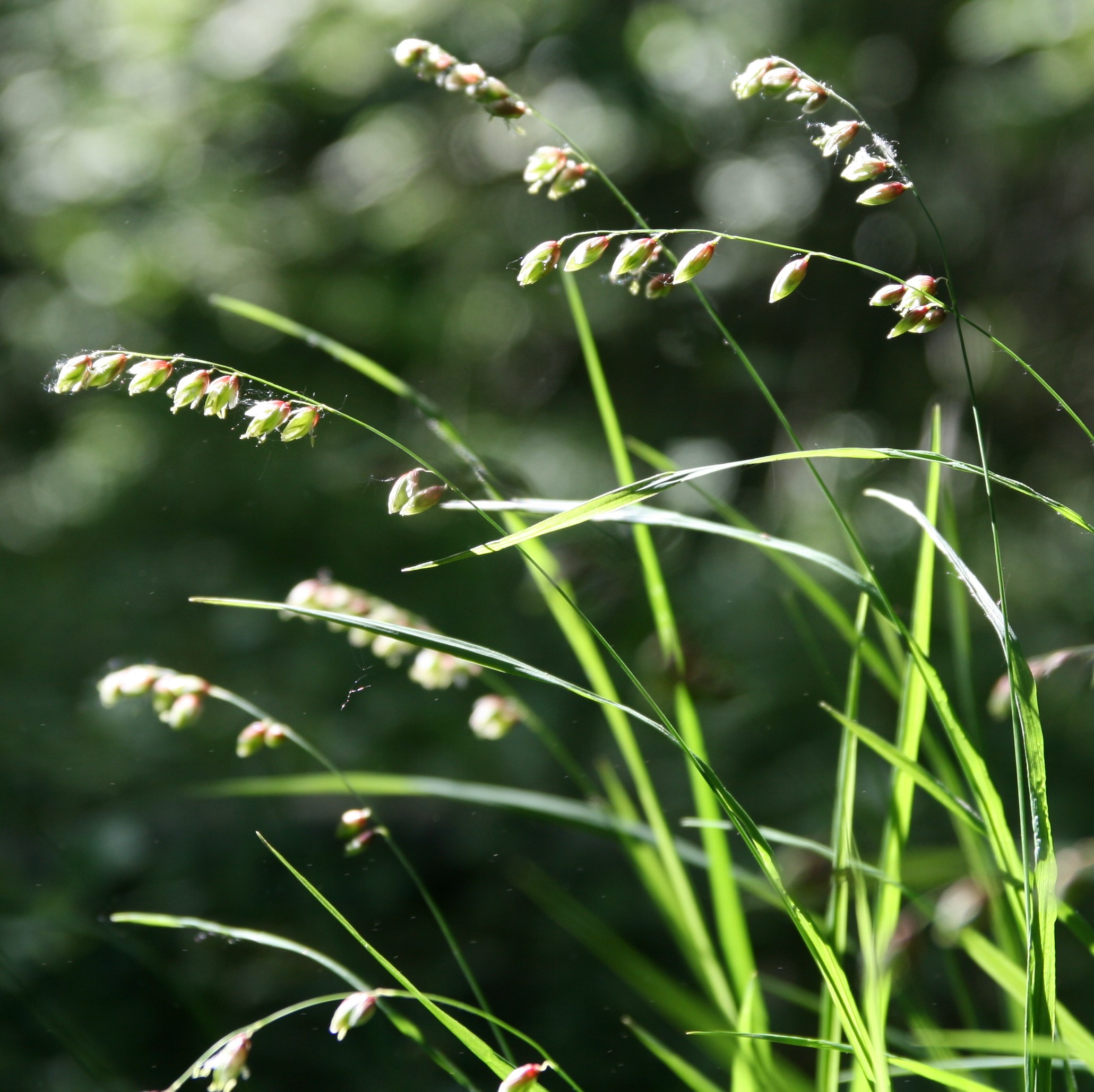
Il portamento

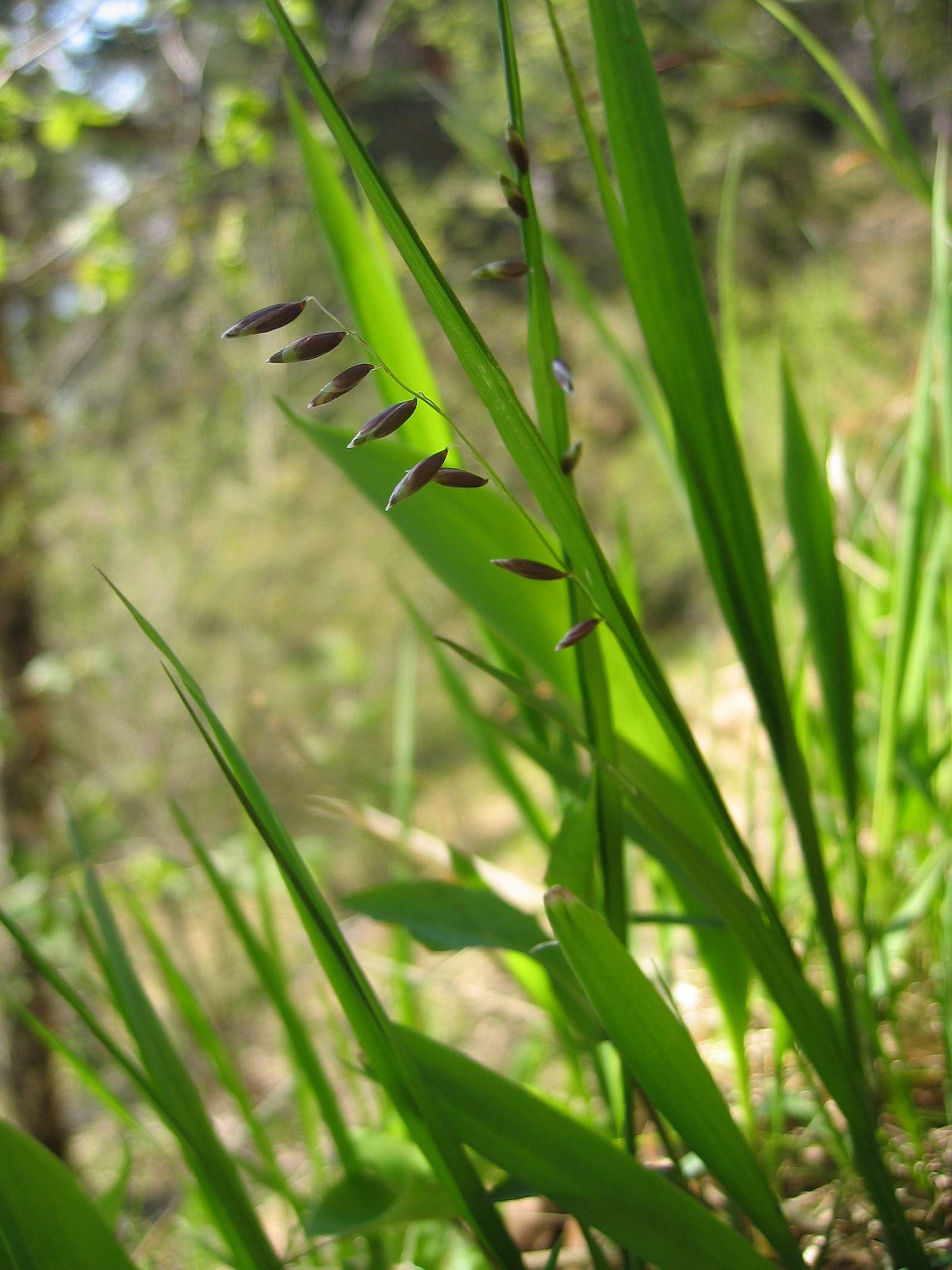
Le foglie

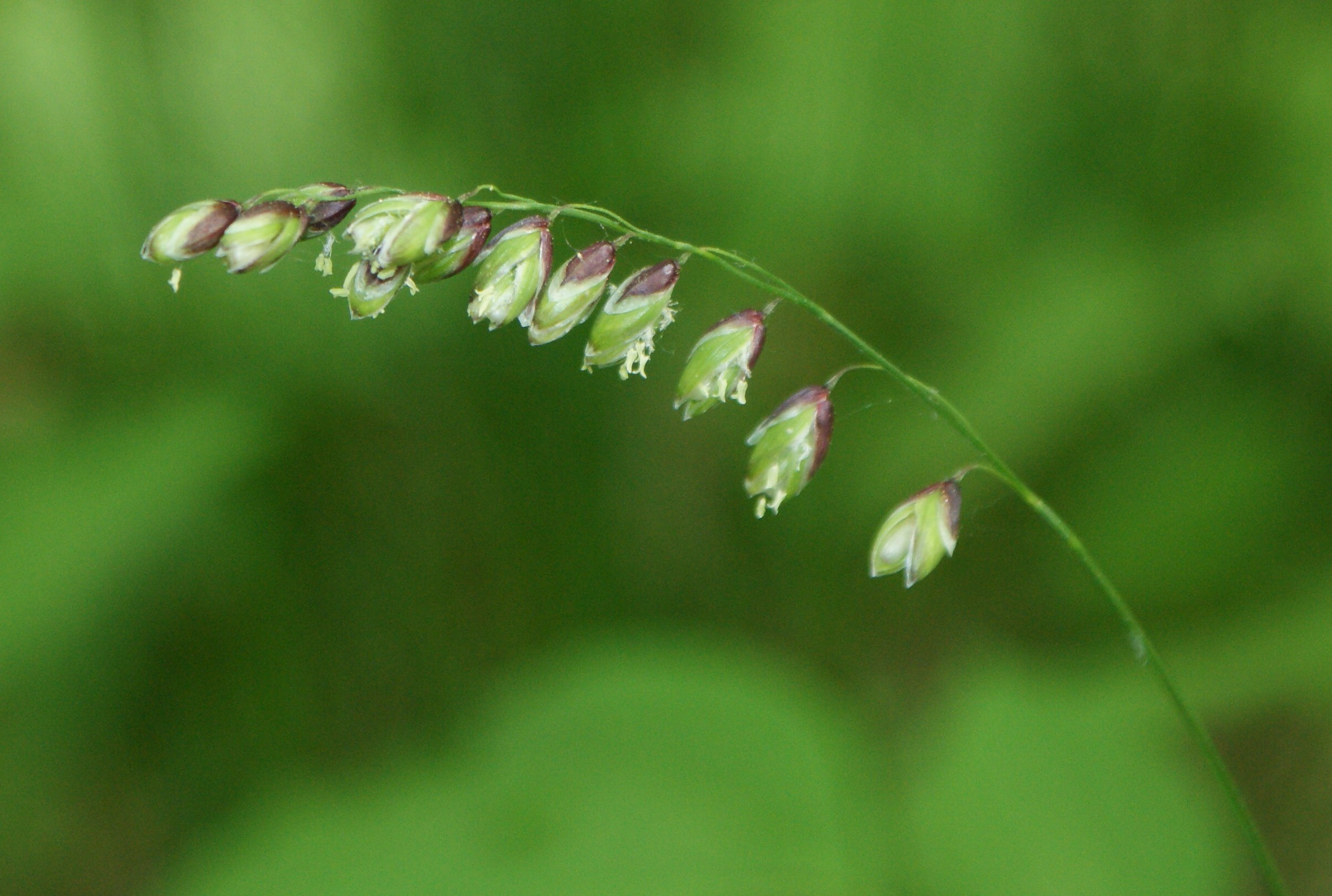
Infiorescenza

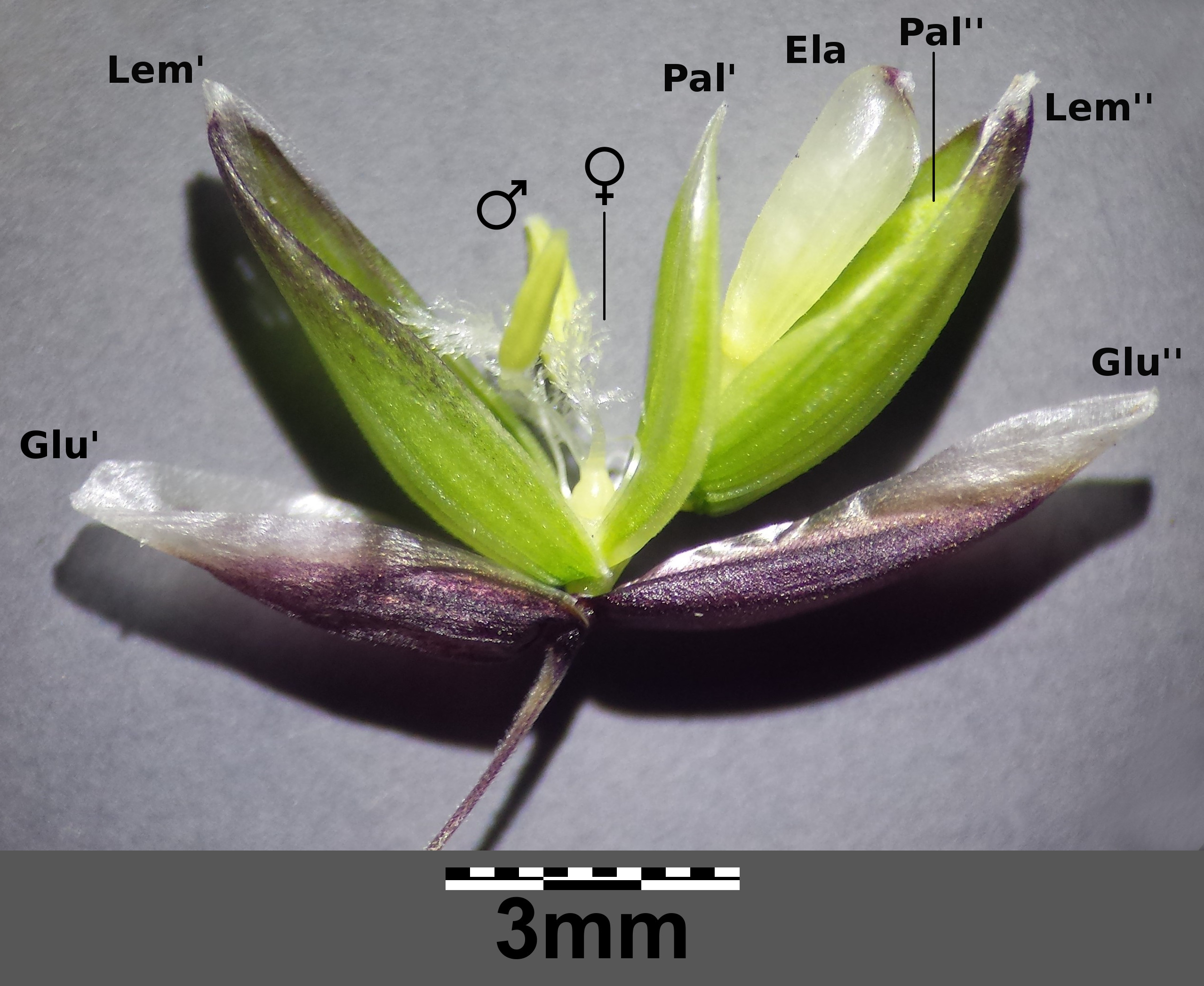
Spighetta

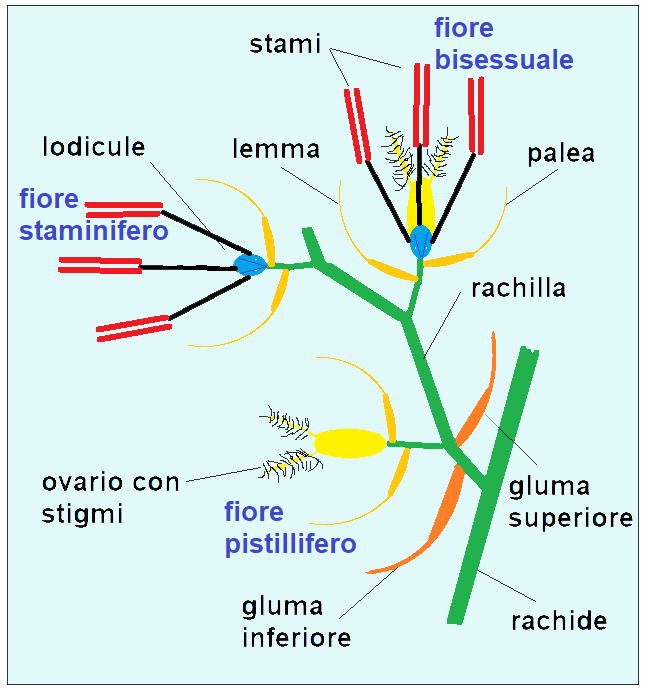
Spighetta generica con tre fiori diversi

Queste piante arrivano ad una altezza di 2 - 5 dm (diametro del culmo: 1 – 2 mm). La forma biologica è emicriptofita cespitosa (H caesp), sono piante erbacee, bienni o perenni, con gemme svernanti al livello del suolo e protette dalla lettiera o dalla neve e presentano ciuffi fitti di foglie che si dipartono dal suolo.

### Radici
Le radici sono secondarie (avventizie) da un rizoma sottile, orizzontale e sotterraneo.

### Fusto
La parte aerea del fusto (culmo) è eretta o ginocchiata.

### Foglie
Le foglie lungo il culmo sono disposte in modo alterno, sono distiche e si originano dai vari nodi. Sono composte da una guaina, una ligula e una lamina. Le venature sono parallelinervie (quelle trasversali sono presenti ma deboli). Non sono presenti i pseudopiccioli e, nell'epidermide delle foglia, le papille.
- Guaina: la guaina è abbracciante il fusto e priva di auricole; il bordo è strettissimo, alato e carenato; la superficie è glabra.
- Ligula: la ligula è membranosa e subnulla (manca l'antiligula). Dimensione della ligula: 0,3 mm.
- Lamina: la lamina, piana, ha delle forme lineari-pendule ed è glabra e liscia sulla superficie abassiale (quella adassiale è pubescente). Dimensione della lamina: larghezza 2 - 5 mm; lunghezza 10 - 26 cm.

### Infiorescenza
Infiorescenza principale (sinfiorescenza o semplicemente spiga): le infiorescenze, ascellari e terminali, sono poco ramificate e formate da 10 o più spighette (fino a 15) pendenti ed hanno la forma di una stretta pannocchia unilaterale (non lanosa). La fillotassi dell'inflorescenza inizialmente è a due livelli, anche se le successive ramificazioni la fa apparire a spirale. Lunghezza della pannocchia: 6 – 20 cm. Lunghezza della squama: 0,2 - 0,5 mm.

### Spighetta
Infiorescenza secondaria (o spighetta): le spighette, peduncolate con forme obovate e sottese da due brattee distiche e strettamente sovrapposte chiamate glume (inferiore e superiore), sono formate da due fiori fertili colorati di verde. È presente anche un fiore sterile (clavato); in questo caso è in posizione distale rispetto a quelli fertili. Alla base di ogni fiore sono presenti due brattee: la palea e il lemma. La disarticolazione avviene con la rottura della rachilla tra i fiori o sotto le glume persistenti. Lunghezza delle spighette: 2 - 3 (8) mm.
- Glume: le glume, con forme ovali e margini membranosi, sono scabre a talvolta sparsamente pubescenti; sono colorate di purpureo; la superficie è percorsa da 3 - 7 venature longitudinali. Lunghezza delle due glume: 3,5 mm e 5 mm.
- Plaea: la palea è un profillo con due venature e apici cigliati.
- Lemma: i lemmi dei fiori fertili sono glabri ed hanno delle forme ellittiche; la superficie è percorsa da 7 - 9 venature longitudinali.

### Fiore
I fiori fertili sono attinomorfi formati da 3 verticilli: perianzio ridotto, androceo  e gineceo.
- Formula fiorale:

- , P 2, A (1-)3(-6), G (2–3) supero, cariosside.

- Il perianzio è ridotto e formato da due lodicule, delle squame traslucide, poco visibili (forse relitto di un verticillo di 3 sepali). Le lodicule sono membranose e non vascolarizzate.

- L'androceo è composto da 3 stami ognuno con un breve filamento libero, una antera sagittata e due teche. Le antere sono basifisse con deiscenza laterale. Il polline è monoporato. Lunghezza delle antere: 1 - 1,5 mm.

- Il gineceo è composto da 3-(2) carpelli connati formanti un ovario supero. L'ovario, glabro, ha un solo loculo con un solo ovulo subapicale (o quasi basale). L'ovulo è anfitropo e semianatropo e tenuinucellato o crassinucellato. Lo stilo, breve, è unico con due stigmi papillosi e distinti.

- Fioritura: da maggio a giugno.

### Frutti
I frutti sono del tipo cariosside, ossia sono dei piccoli chicchi indeiscenti, con forme ovoidali, nei quali il pericarpo è formato da una sottile parete che circonda il singolo seme. In particolare il pericarpo è fuso al seme ed è aderente. L'endocarpo non è indurito e l'ilo è lungo e lineare. L'embrione è piccolo e provvisto di epiblasto ha un solo cotiledone altamente modificato (scutello senza fessura) in posizione laterale. I margini embrionali della foglia non si sovrappongono.

## Biologia
Come gran parte delle Poaceae, questa specie si riproduce per impollinazione anemogama. Gli stigmi più o meno piumosi sono una caratteristica importante per catturare meglio il polline aereo. 
La dispersione dei semi avviene inizialmente a opera del vento (dispersione anemocora) e una volta giunti a terra grazie all'azione di insetti come le formiche (mirmecoria).

## Distribuzione e habitat

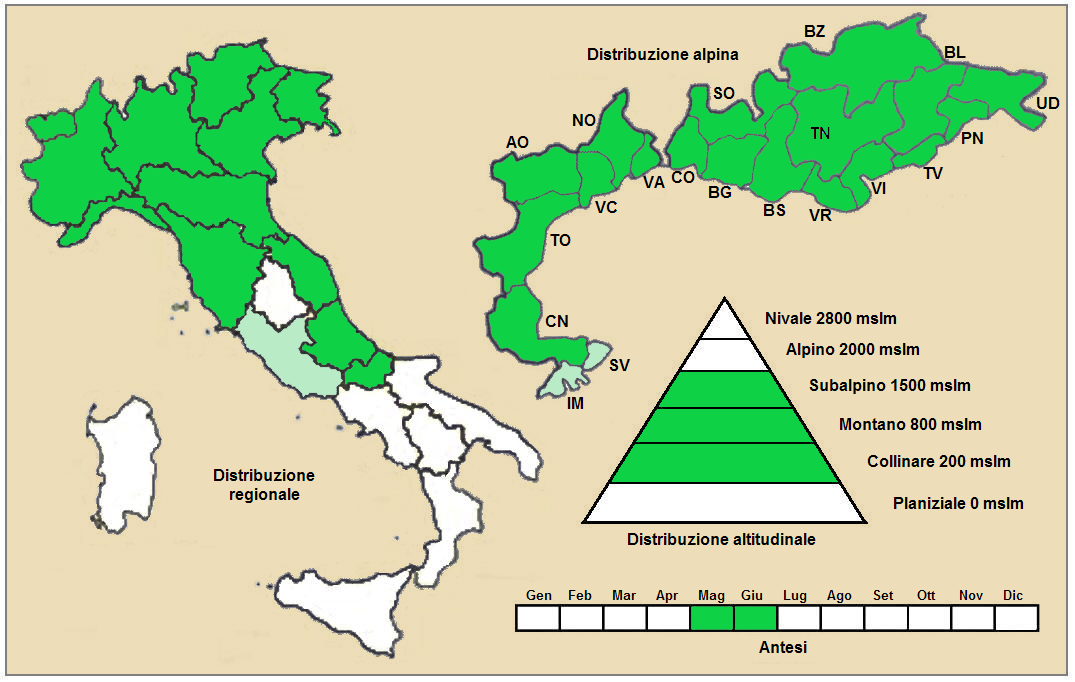
Distribuzione in Italia
(Distribuzione regionale – Distribuzione alpina)

- Geoelemento: il tipo corologico (area di origine) è Europeo - Caucasico o anche Eurasiatico.
- Distribuzione: in Italia è una specie comune al Nord (comprese le Alpi); al Centro un po' meno. Sugli altri rilievi europei collegati alle Alpi si trova nella Foresta Nera, Vosgi, Massiccio del Giura, Massiccio Centrale, Pirenei, Monti Balcani e Carpazi.[16] Nel resto dell'Europa e dell'areale del Mediterraneo questa specie si trova ovunque compresa l'Anatolia e la Transcaucasia.[17] Fuori dall'Europa è presente in Asia fino in Cina.[13]
- Habitat: gli habitat tipici per questa specie sono i boschi (soprattutto faggete, ma anche pinete, gineprai, lariceti e peccete), nelle aree di taglio e rasi forestali, nelle boscaglie di pini a quote montane, presso gli arbusteti meso-termofili. Il substrato preferito è calcareo ma anche siliceo con pH neutro, bassi valori nutrizionali del terreno che deve essere secco.[16]
- Distribuzione altitudinale: sui rilievi queste piante si possono trovare da 100 fino 1.800 m s.l.m.; frequentano quindi i seguenti piani vegetazionali: collinare, montano e subalpino.

### Fitosociologia

#### Areale alpino
Dal punto di vista fitosociologico alpino Melica nutans appartiene alla seguente comunità vegetale:
- Formazione: delle comunità forestali.

- Classe: Carpino-Fagetea sylvaticae.

#### Areale italiano
Per l'areale completo italiano Melica nutans appartiene alla seguente comunità vegetale:
- Macrotipologia: vegetazione forestale e preforestale.

- Classe: Vaccinio myrtilli-Piceetea abietis Br.-Bl., 1939

- Ordine: Piceetalia excelsae Pawłowski, 1928

- Alleanza: Piceion excelsae Pawłowski, 1928

- Suballeanza: Calamagrostio variae-Abietenion (Horvat) Exner & Willner, 2007

Descrizione. La suballeanza Calamagrostio variae-Abietenion è relativa alle foreste su suoli in prevalenza carbonatici. Le aree interessate sono quelle montane, submontane e subalpine delle Alpi e Prealpi. Le specie arboree maggiormente presenti in queste aree sono: Abies alba e/o Picea excelsa. Il sottobosco di queste comunità è molto ricco di specie arbustive (tra cui Lonicera alpigena e Sorbus aucuparia) ed erbacee (ad es. Calamagrostis varia e Anemone trifolia).
Specie presenti nell'associazione: Picea excelsa, Abies alba, Vaccinium myrtillus, Oxalis acetosella, Lonicera nigra, Lonicera alpigena, Veronica urticifolia, Calamagrostis varia, Valeriana tripteris, Hepatica nobilis, Asplenium viride e Cardamine enneaphyllos.
Altre alleanze per questa specie sono:
- Lonicero caprifoliae-Carpinenion betuli
- Quercion pubescenti-petraeae
- Galio odorati-Fagion sylvaticae

## Tassonomia
La famiglia delle Poacee comprende circa 800 generi e oltre 9.000 specie. È una delle famiglie più numerose e più importanti del gruppo delle monocotiledoni. La famiglia è suddivisa in 12 sottofamiglie, il genere Melica fa parte della sottofamiglia Pooideae, tribù Meliceae.

### Filogenesi
Il genere di questa specie (Melica) fa parte della supertribù Melicodae Soreng, 2017 (tribù Meliceae Link ex Endl., 1830). La supertribù Melicodae, dal punto di vista filogenetico, è la seconda supertribù, dopo la supertribù Nardodae Soreng, 2017, ad essersi evoluta nell'ambito della sottofamiglia Pooideae.
Per il genere di questa voce è descritta la seguente sinapomorfia: gli apici delle glume sono traslucidi.
Il numero cromosomico di M. nutans è: 2n = 18.

### Variabilità
Su substrati più ricchi la pannocchia si presenta con più spighette e con foglie larghe fino a 5 – 8 mm.

### Specie simili
Due specie sono affini alla pianta di questa voce:
- Melica picta K. Koch: la ligula è acuta e lunga fino a 2 mm. Distribuzione: Europa centrale e orientale (in Italia si trova al Nord-Est[15]).[23]
- Melica altissima L.: la pianta è alta fino a 1 metro, la ligula ha delle forme cilindriche e la pannocchia è di tipo spiciforme. Distribuzione: Europa sud-orientale (in Italia è considerata "esotica-naturalizzata"[15])[23]

### Sinonimi
Questa entità ha avuto nel tempo diverse nomenclature. L'elenco seguente indica alcuni tra i sinonimi più frequenti:
- Aira nutans Weber
- Dalucum nutans Bubani
- Melica montana Huds.
- Melica nutans subsp. amurensis Prob.
- Melica nutans f. fissurae Nyár.) Papp & Beldie
- Melica picta f. fissurae Nyár.
- Poa nutans (L.) Clairv.